# Deux de couple poids légers masculin aux Jeux olympiques d'été de 2012
Navigation
Pékin 2008 Rio de Janeiro 2016
L'épreuve masculine du deux de couple poids légers des Jeux olympiques d'été de 2012 de Londres s'est déroulé sur le Dorney Lake du 29 juillet au 4 août 2012.

## Horaires
Les temps sont donnés en Western European Summer Time (UTC+1)
| Date                     | Temps           | Série           |
| ------------------------ | --------------- | --------------- |
| Dimanche 29 juillet 2012 | 10 h 50-11 h 30 | Qualifications  |
| Mardi 31 juillet 2012    | 10 h 10-10 h 30 | Repêchages      |
| Mercredi 1er août 2012   | 9 h 50-10 h 10  | Demi-finale C/D |
| Jeudi 2 août 2012        | 10 h 50-11 h 10 | Demi-finale A/B |
| Samedi 4 août 2012       | 9 h 40-9 h 50   | Finale D        |
| Samedi 4 août 2012       | 10 h 10-10 h 20 | Finale C        |
| Samedi 4 août 2012       | 10 h 50-11 h 00 | Finale B        |
| Samedi 4 août 2012       | 12 h 10-12 h 20 | Finale A        |

## Médaillés
| Or                                          | Argent                                   | Bronze                                  |
| Danemark Rasmus Quist Hansen Mads Rasmussen | Grande-Bretagne Mark Hunter Zac Purchase | Nouvelle-Zélande Peter Taylor Storm Uru |

## Résultats

### Qualifications

#### Qualifications 1
| Rang | Rameurs                      | Pays     | Temps         | Notes            |
| ---- | ---------------------------- | -------- | ------------- | ---------------- |
| 1    | Pietro Ruta Elia Luini       | Italie   | 6 min 35 s 72 | Demi-finales A/B |
| 2    | Pedro Fraga Nuno Mendes      | Portugal | 6 min 37 s 91 | Demi-finales A/B |
| 3    | Douglas Vandor Morgan Jarvis | Canada   | 6 min 42 s 59 | Repêchage        |
| 4    | Sandeep Kumar Manjeet Singh  | Inde     | 6 min 56 s 60 | Repêchage        |
| 5    | Mohamed Nofel Omar Emira     | Égypte   | 6 min 59 s 57 | Repêchage        |

#### Qualifications 2
| Rang | Rameurs                         | Pays             | Temps         | Notes            |
| ---- | ------------------------------- | ---------------- | ------------- | ---------------- |
| 1    | Zac Purchase Mark Hunter        | Grande-Bretagne  | 6 min 36 s 29 | Demi-finales A/B |
| 2    | Storm Uru Peter Taylor          | Nouvelle-Zélande | 6 min 37 s 02 | Demi-finales A/B |
| 3    | Roderick Chisholm Thomas Gibson | Australie        | 6 min 47 s 33 | Repêchage        |
| 4    | Zhang Fangbing Sun Jie          | Inde             | 6 min 57 s 67 | Repêchage        |
| 5    | Mario Cejas Miguel Mayol        | Argentine        | 7 min 01 s 76 | Repêchage        |

#### Qualifications 3
| Rang | Rameurs                                 | Pays     | Temps         | Notes            |
| ---- | --------------------------------------- | -------- | ------------- | ---------------- |
| 1    | Mads Rasmussen Rasmus Quist Hansen      | Danemark | 6 min 33 s 11 | Demi-finales A/B |
| 2    | Kristoffer Brun Are Strandli            | Norvège  | 6 min 34 s 00 | Demi-finales A/B |
| 3    | Manuel Suarez Barrios Yunior Perez      | Cuba     | 6 min 36 s 31 | Repêchage        |
| 4    | Zsolt Hirling Tamás Varga (en)          | Hongrie  | 6 min 39 s 80 | Repêchage        |
| 5    | Eleftherios Konsolas Panayótis Magdanís | Grèce    | 6 min 42 s 13 | Repêchage        |

#### Qualifications 4
| Rang | Rameurs                           | Pays      | Temps         | Notes            |
| ---- | --------------------------------- | --------- | ------------- | ---------------- |
| 1    | Stany Delayre Jérémie Azou        | France    | 6 min 40 s 89 | Demi-finales A/B |
| 2    | Linus Lichtschlag Lars Hartig     | Allemagne | 6 min 49 s 44 | Demi-finales A/B |
| 3    | Kazushige Ura Daisaku Takeda      | Japon     | 6 min 54 s 01 | Repêchage        |
| 4    | Rodolfo Collazo Emiliano Dumestre | Uruguay   | 6 min 58 s 63 | Repêchage        |
| 5    | Leung Chun Shek Lok Kwan Hoi      | Hong Kong | 6 min 59 s 52 | Repêchage        |

### Repêchages
Les deux premiers se qualifient pour les demi-finales A/B, les autres pour les demi-finales C/D.

#### Repêchages 1
| Rang | Rameurs                                 | Pays      | Temps         | Notes |
| ---- | --------------------------------------- | --------- | ------------- | ----- |
| 1    | Eleftherios Konsolas Panayótis Magdanís | Grèce     | 6 min 31 s 13 | Q     |
| 2    | Zsolt Hirling Tamás Varga (en)          | Hongrie   | 6 min 32 s 31 | Q     |
| 3    | Roderick Chisholm Thomas Gibson         | Australie | 6 min 34 s 29 |       |
| 4    | Douglas Vandor Morgan Jarvis            | Canada    | 6 min 36 s 03 |       |
| 5    | Rodolfo Collazo Emiliano Dumestre       | Uruguay   | 6 min 51 s 67 |       |
| 6    | Mohamed Nofel Omar Emira                | Égypte    | 6 min 57 s 06 |       |

#### Repêchages 2
| Rang | Rameurs                            | Pays      | Temps         | Notes |
| ---- | ---------------------------------- | --------- | ------------- | ----- |
| 1    | Manuel Suarez Barrios Yunior Perez | Cuba      | 6 min 37 s 04 | Q     |
| 2    | Kazushige Ura Daisaku Takeda       | Japon     | 6 min 39 s 81 | Q     |
| 3    | Zhang Fangbing Sun Jie             | Chine     | 6 min 40 s 12 |       |
| 4    | Leung Chun Shek Lok Kwan Hoi       | Hong Kong | 6 min 47 s 04 |       |
| 5    | Mario Cejas Miguel Mayol           | Argentine | 6 min 48 s 21 |       |
| 6    | Sandeep Kumar Manjeet Singh        | Inde      | 6 min 54 s 20 |       |

### Demi-finales C/D
Les trois premiers se qualifient pour la finale C, les autres pour la finale D.

#### Demi-finales C/D 1
| Rang | Rameurs                         | Pays      | Temps         | Notes |
| ---- | ------------------------------- | --------- | ------------- | ----- |
| 1    | Roderick Chisholm Thomas Gibson | Australie | 7 min 06 s 24 | Q     |
| 2    | Mario Cejas Miguel Mayol        | Argentine | 7 min 06 s 24 | Q     |
| 3    | Leung Chun Shek Lok Kwan Hoi    | Hong Kong | 7 min 13 s 67 | Q     |
| 4    | Mohamed Nofel Omar Emira        | Égypte    | 7 min 19 s 29 |       |

#### Demi-finales C/D 2
| Rang | Rameurs                           | Pays    | Temps         | Notes |
| ---- | --------------------------------- | ------- | ------------- | ----- |
| 1    | Douglas Vandor Morgan Jarvis      | Canada  | 7 min 02 s 85 | Q     |
| 2    | Zhang Fangbing Sun Jie            | Chine   | 7 min 09 s 39 | Q     |
| 3    | Rodolfo Collazo Emiliano Dumestre | Uruguay | 7 min 11 s 20 | Q     |
| 4    | Sandeep Kumar Manjeet Singh       | Inde    | 7 min 19 s 31 |       |

### Demi-finales A/B
Les trois premiers se qualifient pour la finale A, les autres pour la finale B.

#### Demi-finales A/B 1
| Rang | Rameurs                                 | Pays             | Temps         | Notes |
| ---- | --------------------------------------- | ---------------- | ------------- | ----- |
| 1    | Mads Rasmussen Rasmus Quist Hansen      | Danemark         | 6 min 33 s 25 | Q     |
| 2    | Storm Uru Peter Taylor                  | Nouvelle-Zélande | 6 min 36 s 71 | Q     |
| 3    | Linus Lichtschlag Lars Hartig           | Allemagne        | 6 min 37 s 44 | Q     |
| 4    | Eleftherios Konsolas Panayótis Magdanís | Grèce            | 6 min 40 s 89 |       |
| 5    | Pietro Ruta Elia Luini                  | Italie           | 6 min 41 s 17 |       |
| 6    | Kazushige Ura Daisaku Takeda            | Japon            | 6 min 48 s 61 |       |

#### Demi-finales A/B 2
| Rang | Rameurs                            | Pays            | Temps         | Notes |
| ---- | ---------------------------------- | --------------- | ------------- | ----- |
| 1    | Zac Purchase Mark Hunter           | Grande-Bretagne | 6 min 36 s 62 | Q     |
| 2    | Stany Delayre Jérémie Azou         | France          | 6 min 37 s 29 | Q     |
| 3    | Pedro Fraga Nuno Mendes            | Portugal        | 6 min 37 s 99 | Q     |
| 4    | Kristoffer Brun Are Strandli       | Norvège         | 6 min 39 s 59 |       |
| 5    | Zsolt Hirling Tamás Varga (en)     | Hongrie         | 6 min 42 s 81 |       |
| 6    | Manuel Suarez Barrios Yunior Perez | Cuba            | 6 min 52 s 26 |       |

### Finales

#### Finale D
| Rang | Rameurs                     | Pays   | Temps         | Notes |
| ---- | --------------------------- | ------ | ------------- | ----- |
| 1    | Sandeep Kumar Manjeet Singh | Inde   | 7 min 08 s 39 |       |
| 2    | Mohamed Nofel Omar Emira    | Égypte | 7 min 12 s 79 |       |

#### Finale C
| Rang | Rameur                            | Pays      | Temps         | Notes |
| ---- | --------------------------------- | --------- | ------------- | ----- |
| 1    | Roderick Chisholm Thomas Gibson   | Australie | 6 min 44 s 40 |       |
| 2    | Douglas Vandor Morgan Jarvis      | Canada    | 6 min 46 s 62 |       |
| 3    | Zhang Fangbing Sun Jie            | Chine     | 6 min 49 s 39 |       |
| 4    | Rodolfo Collazo Emiliano Dumestre | Uruguay   | 6 min 51 s 94 |       |
| 5    | Mario Cejas Miguel Mayol          | Argentine | 6 min 53 s 71 |       |
| 6    | Leung Chun Shek Lok Kwan Hoi      | Hong Kong | 7 min 00 s 01 |       |

#### Finale B
| Rang | Rameur                                      | Pays    | Temps         | Notes |
| ---- | ------------------------------------------- | ------- | ------------- | ----- |
| 1    | Pietro Ruta Elia Luini                      | Italie  | 6 min 29 s 92 |       |
| 2    | Eleftherios Konsolas Panayótis Magdanís     | Grèce   | 6 min 31 s 71 |       |
| 3    | Kristoffer Brun Are Strandli                | Norvège | 6 min 32 s 82 |       |
| 4    | Manuel Suarez Barrios Yunior Perez Aguilera | Cuba    | 6 min 34 s 96 |       |
| 5    | Zsolt Hirling Tamás Varga (en)              | Hongrie | 6 min 39 s 98 |       |
| 6    | Kazusige Ura Daisaku Takeda                 | Japon   | 6 min 48 s 27 |       |

#### Finale A
| Rang                                | Rameur                             | Pays             | Temps         | Notes |
| ----------------------------------- | ---------------------------------- | ---------------- | ------------- | ----- |
| Médaille d'or, Jeux olympiques      | Mads Rasmussen Rasmus Quist Hansen | Danemark         | 6 min 37 s 17 |       |
| Médaille d'argent, Jeux olympiques  | Zac Purchase Mark Hunter           | Grande-Bretagne  | 6 min 37 s 78 |       |
| Médaille de bronze, Jeux olympiques | Storm Uru Peter Taylor             | Nouvelle-Zélande | 6 min 40 s 86 |       |
| 4                                   | Stany Delayre Jérémie Azou         | France           | 6 min 42 s 69 |       |
| 5                                   | Pedro Fraga Nuno Mendes            | Portugal         | 6 min 44 s 80 |       |
| 6                                   | Linus Lichtschlag Lars Hartig      | Allemagne        | 6 min 49 s 07 |       |

## Sources
- Site officiel de Londres 2012
- (en) Site de la fédération internationale d'aviron
- (en) Programme des compétitions